# Segunda División de Tahití
La Segunda División de Tahití es la segunda categoría en el sistema de ligas de fútbol de la Polinesia Francesa, conocida como Tahití por la OFC y la FIFA.
Los seis equipos y las dos filiales de Segunda División se enfrentan todos contra todos en tres ruedas. Tras el torneo asciende a Primera el campeón y el segundo clasificado.

## Equipos 2022-23
- AS Arue
- AS Central Sport B
- AS Dragon B
- AS Manu Ura
- AS Mataeia
- AS Papenoo
- AS Pirae B
- AS Tamarii Punaruu B
- AS Tefana B
- AS Vénus B
- Hitia'a FC
- Taiarapu FC B

## Palmarés
- 2009-10: AS Vairao[1]
- 2010-11: desconocido
- 2011-12: desconocido
- 2012-13: AS Taravao[2]
- 2013-14: AS Aorai[3]
- 2014-15: AS Tefana B[4]
- 2015-16: AS Tefana B[5]
- 2016-17: AS Tamarii Punaruu[6]
- 2017-18: AS Jeunes Tahitiens[7]
- 2018-19: AS Taravao AC[8]
- 2019-20: AS Excelsior[9]
- 2020-21: AS Tamarii Punaruu[10]
- 2021-22: Taiarapu FC